# 高淑曾
高淑曾（？—？），字魯如，號椅園，山東沂水人，清朝政治人物，同进士出身。
雍正五年（1727年）登丁未科进士，官至湖北常德府知府。